# Hit Mania Estate 2007
Hit Mania Estate 2007 è una compilation di artisti vari facente parte della serie Hit Mania.
La compilation è mixata dal dj Mauro Miclini.

## Tracce
1. Just Jack – Starz in their eyes
2. Irene Grandi – Bruci la città
3. Mika – Grace Kelly
4. Dolores O'Riordan – Ordinary day
5. Zero Assoluto – Meglio così
6. Beats and Styles – Take it back (feat. Papa Dee)
7. Io, Carlo – L'ego
8. Roy Paci & Aretuska – Toda joia toda beleza (feat. Manu Chao)
9. Paolo Nutini – New shoes
10. Simply Red – Stay
11. L'Aura – Non è una favola
12. Lionel Richie – All around the world (Bob Sinclar remix)
13. Bob Sinclar – Sound of freedom (feat. Gary Nesta Pine & Dollarman)
14. The Young Punx – You've got to...
15. Alex Gaudino – Que pasa (feat. Sam Obernik)
16. Mathieu Brothers & Muttonheads – Make your own kind of music
17. Camille Jones – The Creeps (Fedde Le Grand remix)
18. Sunfreakz – Counting down the days (feat. Andrea Britton)
19. Il Deboscio – Frangetta
20. Roger Sanchez – Again
21. Yves La Rock – Rise Up
22. Joe T Vannelli – Besos de fuego (feat. R.M.)